# Ctesibi (historiador)
Ctesibi (grec antic: Κτησίβιος, llatí: Ctesibius) fou un historiador grec que va viure el segle iii aC, probablement en temps dels primers Ptolemeus o, si més no, després de l'època de Demòstenes.
Segons Plutarc, Hermip d'Esmirna l'esmenta com a referència per la biografia de Demòstenes. Flegont, en la seva obra sobre personatges longeus, diu que va morir durant una passejada a cent quatre anys, i Llucià de Samosata diu que a la seva mort en tenia cent vint-i-quatre. Plutarc sembla que li atribueix l'obra Περὶ Φιλοσοφίας (Sobre la filosofia), però no se sap del cert.